# Monolene asaedai
Monolene asaedai is een  straalvinnige vissensoort uit de familie van botachtigen (Bothidae). De wetenschappelijke naam van de soort is voor het eerst geldig gepubliceerd in 1936 door Clark.
De soort staat op de Rode Lijst van de IUCN als Onzeker, beoordelingsjaar 2008.